# Muxidi
Muxidi (in cinese: 木樨地站S, Mùxīdì zhànP) è una stazione della linea 1 e della linea 16 della metropolitana di Pechino.

## Storia

### Linea 1
Nel 1957 la stazione di Muxidi fu inserita nella prima progettazione della metropolitana di Pechino realizzata dagli esperti sovietici, come una delle fermate della linea prevista sotto il Viale Chang'an.
Il 31 dicembre 1958, il Comitato municipale di Pechino e il Comitato del Partito del Ministero delle Ferrovie presentarono al Comitato Centrale del PCC il rapporto intitolato Istruzioni sulla prima fase della costruzione della metropolitana di Pechino, confermando Muxidi come una delle stazioni della prima linea del progetto. Nello stesso giorno, l'Ufficio per la costruzione della metropolitana di Pechino decise di avviare i lavori di due stazioni pilota: Muxidi e Gongzhufen. Nel settembre 1959 iniziarono i lavori per il pozzo di scavo della stazione Muxidi, che divenne così la prima stazione della metropolitana a essere costruita nella Cina continentale.
Il 15 gennaio 1965, il Comando militare di Pechino, il Comitato Municipale del Partito comunista cinese di Pechino e il Ministero delle Ferrovie presentarono un rapporto speciale sulla pianificazione a breve termine della costruzione della prima linea della metropolitana di Pechino.
Il 1º ottobre 1969 la tratta tra la stazione 53 (anche nota come stazione di Wusan o Gaojing) e la stazione ferroviaria di Pechino venne completata e resa operativa, sebbene inizialmente non fruibile dal pubblico.
Il 15 gennaio 1971 la metropolitana aprì per il trasporto passeggeri, nella tratta tra la stazione di Gongzhufen e la stazione ferroviaria di Pechino centrale (oggi parte della linea 2). Poiché il progetto era originariamente pensato come infrastruttura strategica militare, inizialmente l’accesso era limitato ai passeggeri con biglietti venduti internamente e a lavoratori pubblici con lettere credenziali emanate dalle loro unità lavorative. Solamente il 27 dicembre 1972 venne eliminato l'obbligo di presentare una lettera credenziale per l'acquisto di un biglietto e, di fatto, venne concesso il libero accesso a tutti i passeggeri.

### Linea 16
Nel aprile 2011, la Commissione per la pianificazione urbana di Pechino ha pubblicato il Piano di costruzione a breve termine del trasporto rapido urbano di Pechino (2007-2015), designando la stazione di Muxidi come punto di interscambio tra la linea 1 e la futura linea 16 della metropolitana di Pechino.

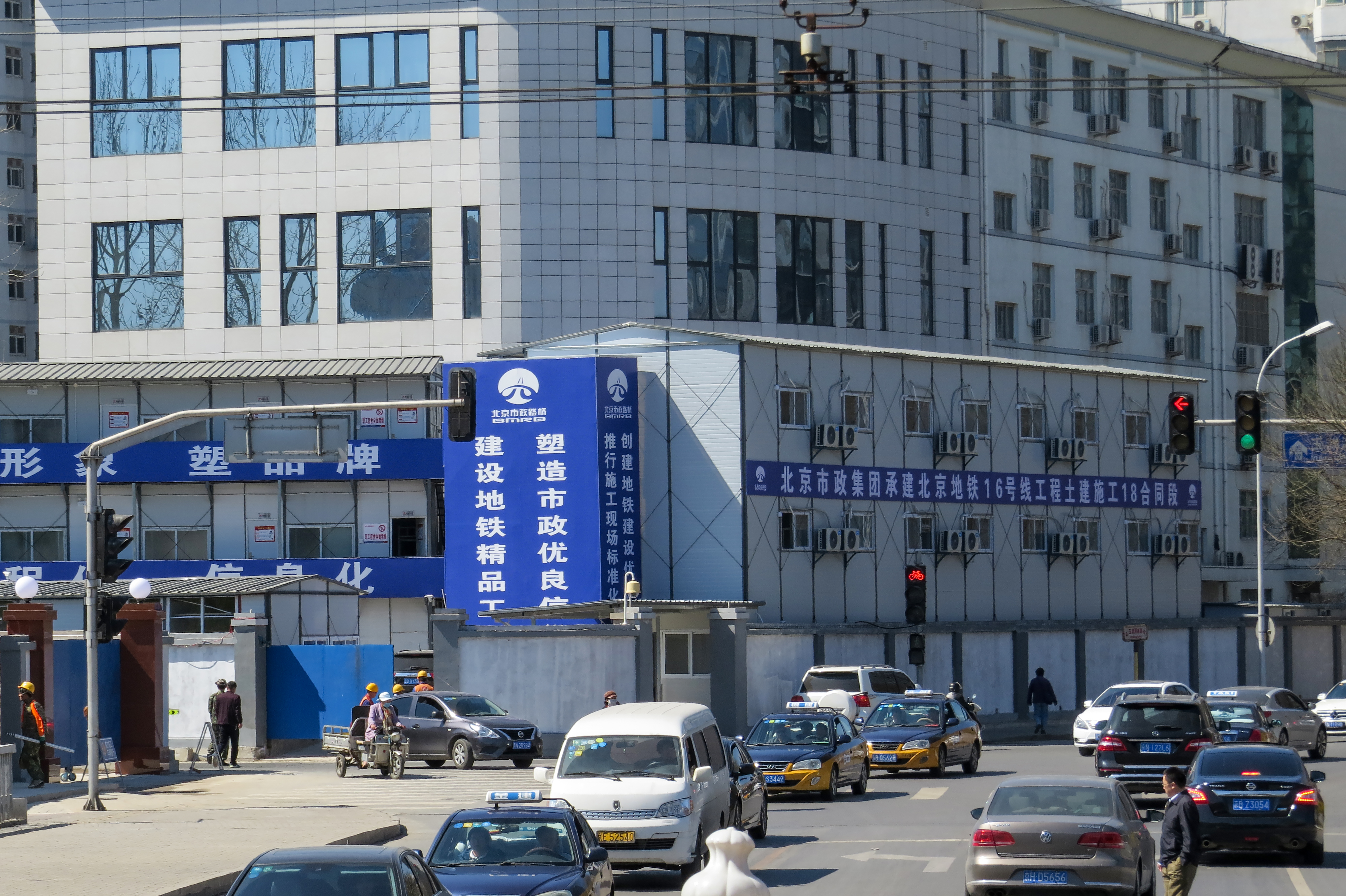
Sito di costruzione della stazione della linea 16 (2017).

Il 7 maggio 2014, la Beijing Engineering Consulting Company ha organizzato una riunione di valutazione del progetto per la stazione della linea 16 a Muxidi, decidendo di collocarla sul lato ovest dell'omonimo ponte.
La prime 16 stazioni della linea 16, appartenenti alle sezioni nord e intermedia, sono state inaugurate tra il 31 dicembre 2016 e il 31 dicembre 2021. La stazione di Muxidi rientrava nella prima fase di realizzazione della sezione sud della linea 16, corrispondente al tratto tra la stazione di Yuyuantan Dongmen e Yushuzhuang.
I lavori di realizzazione sono iniziati nel giugno 2016 e la struttura della stazione della linea 16 è stata completata nel novembre 2019. Il 30 dicembre 2022 viene inaugurata e aperta al pubblico la stazione Muxidi della linea 16.

## Posizione
La stazione della linea 1 è disposta lungo Fuxing Road, costruita sotto l'omonimo ponte, già parte del distretto centrale di Xicheng. La struttura della linea 16, invece, è stata costruita poco sopra, disposta in posizione parallela a Maolinju East Road, ancora amministrativamente collocata nel distretto di Haidian. Nelle vicinanze della stazione è presente il Museo della capitale e l'Università nazionale della pubblica sicurezza.   

## Struttura e impianti

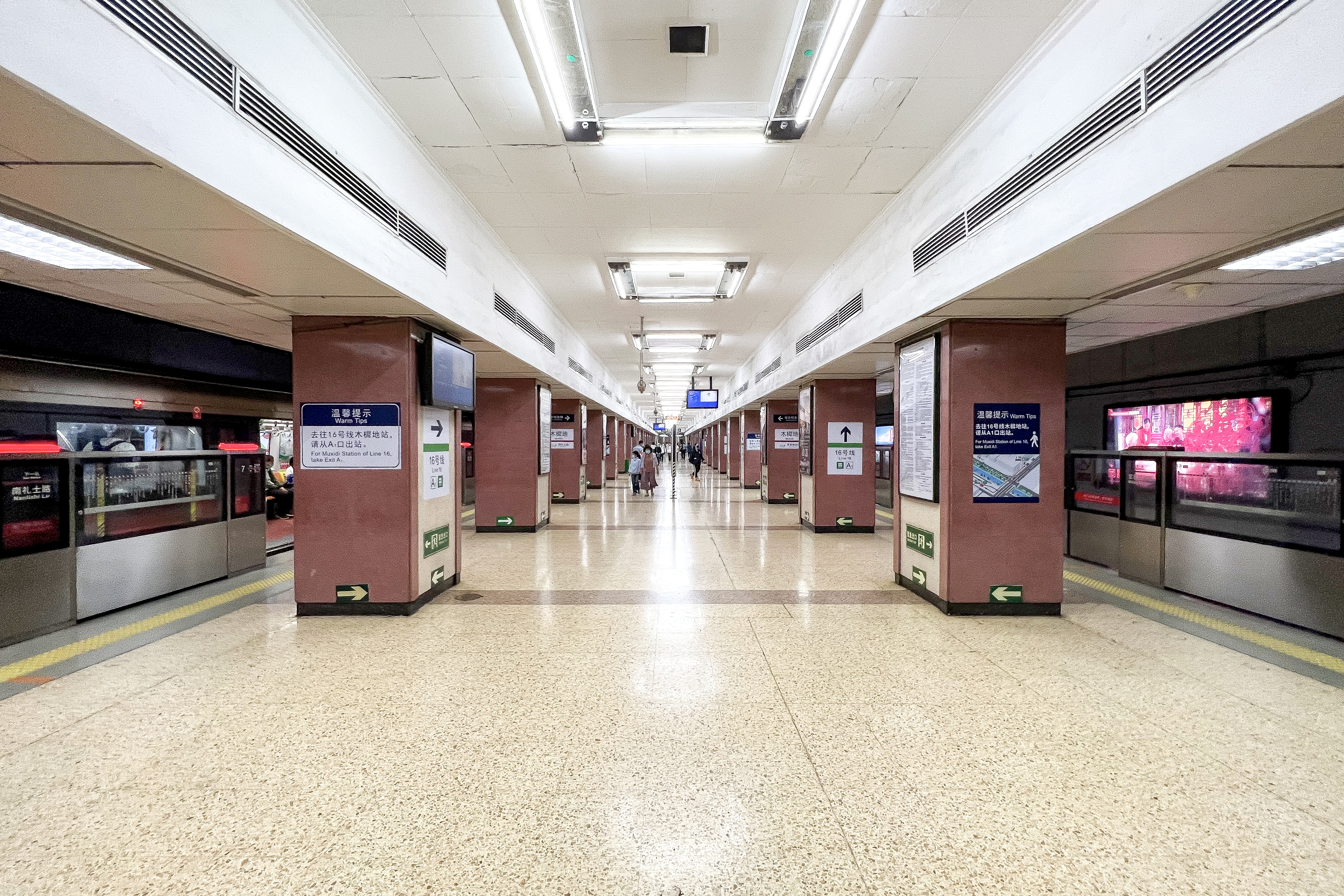
Banchina a isola dedicata alla linea 1.

Le stazioni della linea 1 e della linea 16 non sono collegate da un corridoio sotterraneo, in quanto il collegamento interno tra le due linee non è stato completato in tempo per l'inaugurazione della nuova stazione della linea 16. Questo comporta che i passeggeri che necessitano di effettuare l'interscambio devono attualmente uscire e rientrare dalle rispettive stazioni per cambiare linea, usufruendo comunque di una tariffazione continua che evita l’addebito di un nuovo biglietto. A inizi 2024 la piattaforma per i servizi di appalti pubblici della municipalità di Pechino ha pubblicato l’Avviso di gara per i lavori civili del collegamento di interscambio tra le linee 16 e 1 della stazione Muxidi della metropolitana di Pechino. Secondo l’annuncio, il progetto di collegamento tra le due linee è già stato approvato dalla Commissione per lo sviluppo e la riforma della città di Pechino ed è pronto per la fase di appalto. Inoltre, la Beijing Infrastructure Investment Co., Ltd. ha anche aggiunto che la stazione di Muxidi della linea 1 è stata costruita molto tempo fa e, all’epoca, non era previsto un collegamento di interscambio. I due impianti metropolitani, inoltre, sono disposti a una distanza considerevole e l’area circostante è, in aggiunta, considerata sensibile per la costruzione, ma la società ha comunque confermato che stanno studiando una soluzione per realizzare un collegamento di interscambio interno a stretto giro.

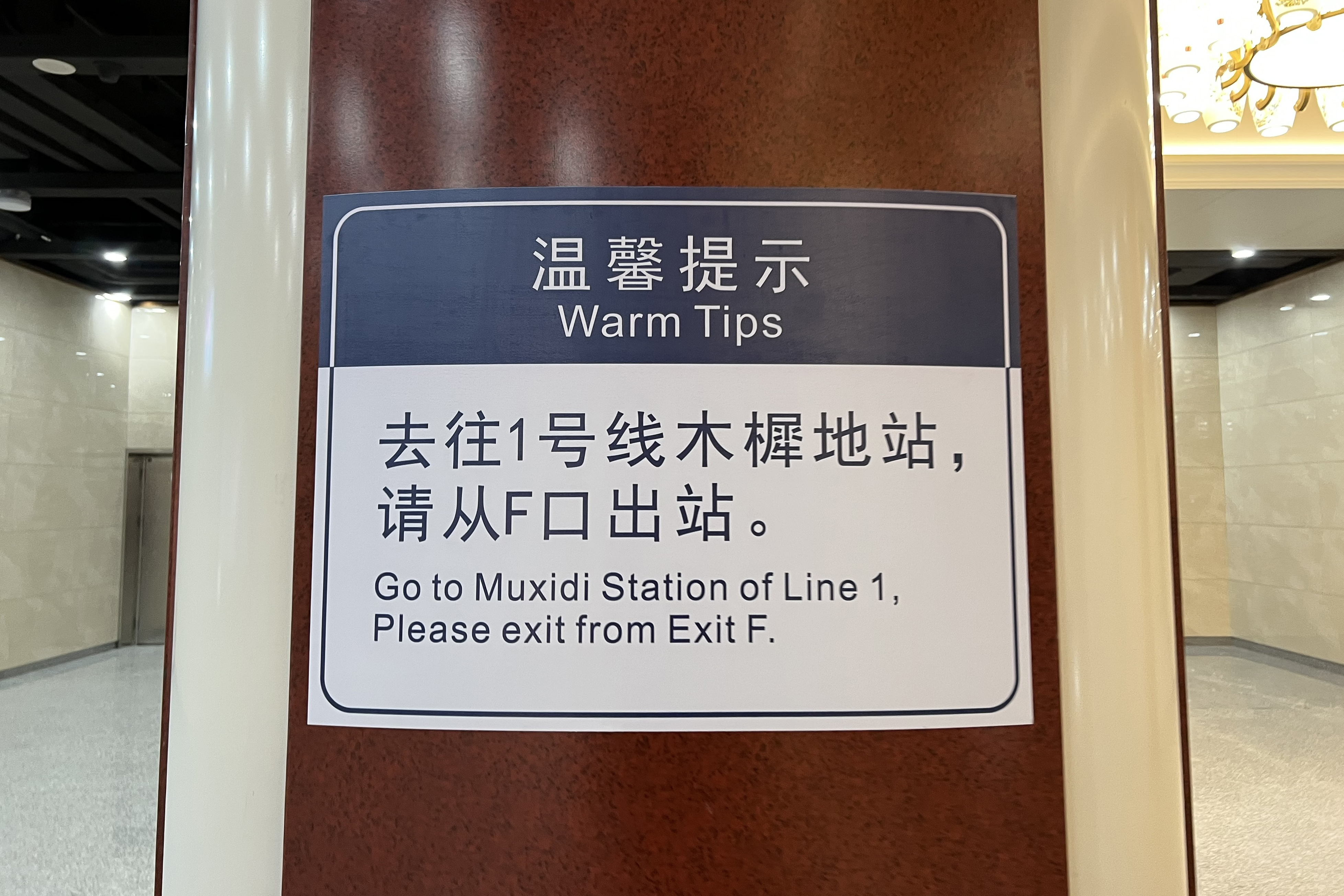
Annuncio alla stazione della linea 16 che informa i passeggeri come raggiungere la linea 1.

La stazione della linea 1 è suddivisa in due livelli sotterranei, con il primo piano interrato dedicato all'atrio, l'area biglietteria, mentre il secondo piano interrato destinato alle banchine, disposte secondo una struttura a isola. La struttura presenta 8 accessi, indicati con le lettere A1, A2, B1, B2, C1, C2, D1 e D2. Solamente l'accesso D1 è accessibile a persone con disabilità motorie se accompagnate, data la presenza di un montascale.
La struttura della linea 16, invece, è strutturata in due piani: al primo piano interrato è disposto l'atrio e la biglietteria, mentre al piano -2 sono collocate le banchine a isola. La struttura presenta due accessi, indicati con le lettere E e F, la prima delle due dotata anche di ascensore.

## Servizi
La stazione dispone di:
- Accessibilità per portatori di handicap (solo accesso D1 − linea 1 e E − linea 16)
- Emettitrice automatica biglietti
- Ascensori (solo ingresso E − linea 16 )
- Scale mobili
- Servizi igienici
- Sportello automatico
- Stazione video sorvegliata
- Ufficio polizia

### Orari

#### Linea 1
Il primo treno lascia la stazione di Muxidi in direzione Universal Resort tutti i giorni alle 5:18, mentre l'ultimo che effettua tutta la tratta parte alle 23:12. Alcuni treni effettuano solo una parte della tratta della linea 1 − Batong, fermando alla stazione di Sihuidong, con l'ultimo treno che effettua servizio alle 23:54.
In direzione opposta, verso Gucheng, il primo treno effettua servizio alle 5:13 mentre l'ultimo alle 23:59.

#### Linea 16
In direzione nord, verso Bei'anhe, il primo treno della linea 16 parte da Muxidi alle 5:30, concludendo il servizio alle 23:09. In direzione Wanpingcheng, invece, il primo convoglio ferma alla stazione alle 6:07 ed è operativo fino alle 23:28.

## Interscambi
- Fermata autobus